# Сент-Обен (Кот-д’Ор)
Сент-Обе́н (фр. Saint-Aubin) — коммуна во Франции, находится в регионе Бургундия. Департамент коммуны — Кот-д’Ор. Входит в состав кантона Ноле. Округ коммуны — Бон. Код INSEE коммуны — 21541.
В состав Сент-Обена входит бывшая деревушка Гаме (Gamay) со средневековым господским домом («замком»), некогда принадлежавшая канцлеру Ролену. После нашествия «чёрной смерти» (XIV век) здесь была обнаружена на редкость урожайная лоза, также получившая название Гаме.

## Население
Население коммуны на 2010 год составляло 257 человек.
| 1962 | 1968 | 1975 | 1982 | 1990 | 1999 | 2010 |
| ---- | ---- | ---- | ---- | ---- | ---- | ---- |
| 318  | 308  | 288  | 281  | 239  | 248  | 257  |

## Экономика
В 2010 году среди 154 человек трудоспособного возраста (15—64 лет) 123 были экономически активными, 31 — неактивными (показатель активности — 79,9 %, в 1999 году было 71,0 %). Из 123 активных жителей работали 118 человек (65 мужчин и 53 женщины), безработных было 5 (1 мужчина и 4 женщины). Среди 31 неактивных 11 человек были учениками или студентами, 11 — пенсионерами, 9 были неактивными по другим причинам.